# 2000-es Formula–1 ausztrál nagydíj
A 2000-es Formula–1 világbajnokság szezonnyitó futama az ausztrál nagydíj volt.

## Futam
Eredmények
|     | Rsz. | Versenyző             | Csapat             | Körök | Idő/Kiesések  | Start | Pontok |
| --- | ---- | --------------------- | ------------------ | ----- | ------------- | ----- | ------ |
| 1   | 3    | Michael Schumacher    | Ferrari            | 58    | 1h34:01.987   | 3     | 10     |
| 2   | 4    | Rubens Barrichello    | Ferrari            | 58    | +11.415       | 4     | 6      |
| 3   | 9    | Ralf Schumacher       | Williams-BMW       | 58    | +20.009       | 11    | 4      |
| 4   | 22   | Jacques Villeneuve    | BAR-Honda          | 58    | +44.447       | 8     | 3      |
| 5   | 11   | Giancarlo Fisichella  | Benetton-Playlife  | 58    | +45.165       | 9     | 2      |
| 6   | 23   | Ricardo Zonta         | BAR-Honda          | 58    | +46.468       | 16    | 1      |
| 7   | 12   | Alexander Wurz        | Benetton-Playlife  | 58    | +46.915       | 14    |        |
| 8   | 20   | Marc Gené             | Minardi-Fondmetal  | 57    | +1 Kör        | 18    |        |
| 9   | 15   | Nick Heidfeld         | Prost-Peugeot      | 56    | +2 Kör        | 15    |        |
| KIZ | 17   | Mika Salo             | Sauber-Petronas    | 58    | Kizárva       | 10    |        |
| Ki  | 10   | Jenson Button         | Williams-BMW       | 46    | Motor         | 21    |        |
| Ki  | 16   | Pedro Diniz           | Sauber-Petronas    | 41    | Erőátvitel    | 19    |        |
| Ki  | 21   | Gaston Mazzacane      | Minardi-Fondmetal  | 40    | Váltó         | 22    |        |
| Ki  | 5    | Heinz-Harald Frentzen | Jordan-Mugen-Honda | 39    | Hidraulika    | 5     |        |
| Ki  | 6    | Jarno Trulli          | Jordan-Mugen-Honda | 35    | Motor         | 6     |        |
| Ki  | 14   | Jean Alesi            | Prost-Peugeot      | 27    | Hidraulika    | 17    |        |
| Ki  | 1    | Mika Häkkinen         | McLaren-Mercedes   | 18    | Motor         | 1     |        |
| Ki  | 19   | Jos Verstappen        | Arrows-Supertec    | 16    | Felfüggesztés | 13    |        |
| Ki  | 2    | David Coulthard       | McLaren-Mercedes   | 11    | Motor         | 2     |        |
| Ki  | 18   | Pedro de la Rosa      | Arrows-Supertec    | 6     | Felfüggesztés | 12    |        |
| Ki  | 7    | Eddie Irvine          | Jaguar-Cosworth    | 6     | Kicsúszás     | 7     |        |
| Ki  | 8    | Johnny Herbert        | Jaguar-Cosworth    | 1     | Kuplung       | 20    |        |

## A világbajnokság élmezőnyének állása a verseny után
| H  | Versenyzők           | Pont | H  | Konstruktőrök     | Pont |
| -- | -------------------- | ---- | -- | ----------------- | ---- |
| 1. | Michael Schumacher   | 10   | 1. | Ferrari           | 16   |
| 2. | Rubens Barrichello   | 6    | 2. | Williams-BMW      | 4    |
| 3. | Ralf Schumacher      | 4    | 3. | BAR-Honda         | 4    |
| 4. | Jacques Villeneuve   | 3    | 4. | Benetton-Playlife | 2    |
| 5. | Giancarlo Fisichella | 2    |    |                   |      |

## Statisztikák
Vezető helyen:
- Mika Häkkinen: 18 (1-18)
- Michael Schumacher: 33 (19-29 / 36-44 / 46-58)
- Heinz-Harald Frentzen: 6 (30-35)
- Rubens Barrichello: 1 (45)

Michael Schumacher 35. győzelme, Mika Häkkinen 22. pole-pozíciója, Rubens Barrichello 1. leggyorsabb köre.
- Ferrari 126. győzelme.

Jenson Button, Nick Heidfeld és Gaston Mazzacane első versenye.